# 小松原 (鹿児島市)
小松原（こまつばら）は、鹿児島県鹿児島市の町丁。郵便番号は891-0114。人口は5,817人、世帯数は3,437世帯（2020年4月1日現在）。小松原一丁目および小松原二丁目が設置されており、小松原一丁目および小松原二丁目の全域で住居表示を実施している。

## 地理

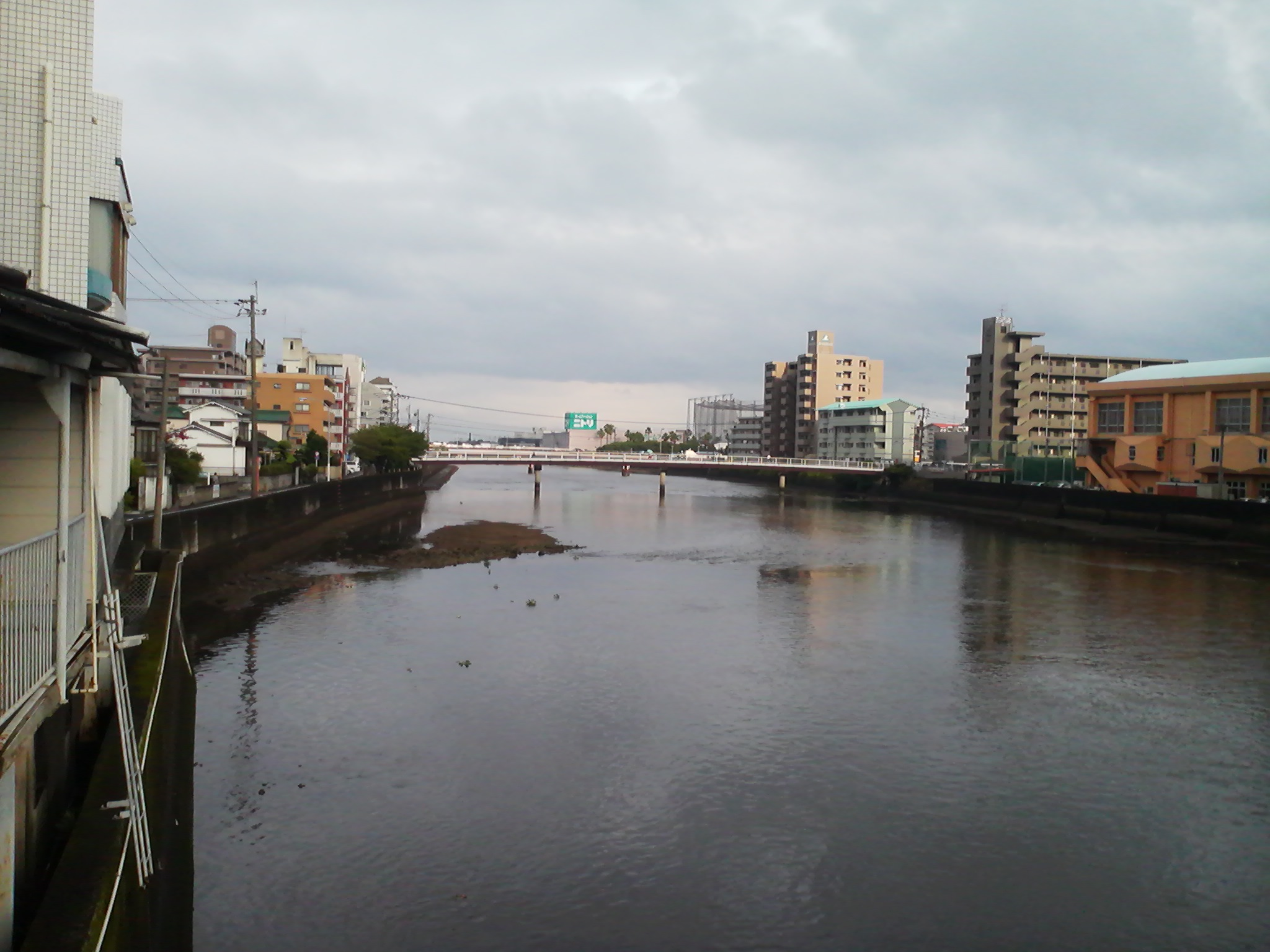
小松原の南端にある清見橋より鹿児島湾方面を望む。写真右側は谷山中央である。

鹿児島市の南部、永田川の下流域に位置している。町域の北方には宇宿、南方には永田川を挟んで谷山中央、東方には東開町、西方には東谷山がそれぞれ接している。ほぼ北半分の部分が小松原一丁目、南半分の部分には小松原二丁目がある。
かつては付近には小松原海岸と呼ばれる海水浴場があったが付近は埋立てられたが、当時の海岸線に当たる部分には松林があり、谷山緑地内に残存している。
教育施設は町域のほぼ中央部、小松原二丁目の北端部にラ・サール中学校・高等学校が所在している。また、町域の西端部を南北に国道225号が通っている。

### 河川
- 永田川

## 歴史

### 前史
小松原の区域はかつて谷山塩屋町（2013年消滅）と上福元町の区域であり、鹿児島臨海工業地帯の建設による埋め立てまでは小松原海岸と呼ばれる海岸が広がっていた。1950年（昭和25年）にラ・サール高等学校が、1956年（昭和31年）にはラ・サール中学校がカトリック系のラ・サール会によって設置された。
鹿児島市は鹿児島臨海工業地帯の背景地である小松原付近において1963年（昭和38年）には谷山塩屋地区、1970年（昭和45年）には小松原地区において土地区画整理事業に着手した。小松原地区土地区画整理事業では都市計画道路小松原山田線や国道225号と鹿児島県道217号郡元鹿児島港線との間の街路による連絡強化も行われた。

### 町丁の設置
1979年（昭和54年）2月26日に笹貫・谷山塩屋地区の区域において住居表示が実施されることとなった。それに伴い町域の再編が実施され上福元町の一部より「小松原一丁目」が設置された。1981年（昭和56年）2月23日には小松原地区において住居表示が実施され、谷山塩屋町の一部のうち区画整理が実施された区域が小松原一丁目に編入され、同じく谷山塩屋町の一部より「小松原二丁目」が設置された。

### 町域の変遷
| 実施後               | 実施年月日         | 実施前             |
| -------------------- | ------------------ | ------------------ |
| 小松原一丁目（新設） | 1979年（昭和54年） | 上福元町（一部）   |
| 小松原一丁目（編入） | 1981年（昭和56年） | 谷山塩屋町（一部） |
| 小松原二丁目（新設） | 1981年（昭和56年） | 谷山塩屋町（一部） |

## 人口

### 町丁別
|              | 世帯数 | 人口  |
| ------------ | ------ | ----- |
| 小松原一丁目 | 1,951  | 3,409 |
| 小松原二丁目 | 1,486  | 2,408 |

### 国勢調査
以下の表は国勢調査による小地域集計が開始された1995年以降の人口の推移である。
| 年                 | 人口  |
| ------------------ | ----- |
| 1995年（平成7年）  | 6,126 |
| 2000年（平成12年） | 6,292 |
| 2005年（平成17年） | 6,356 |
| 2010年（平成22年） | 6,607 |
| 2015年（平成27年） | 6,759 |

## 施設

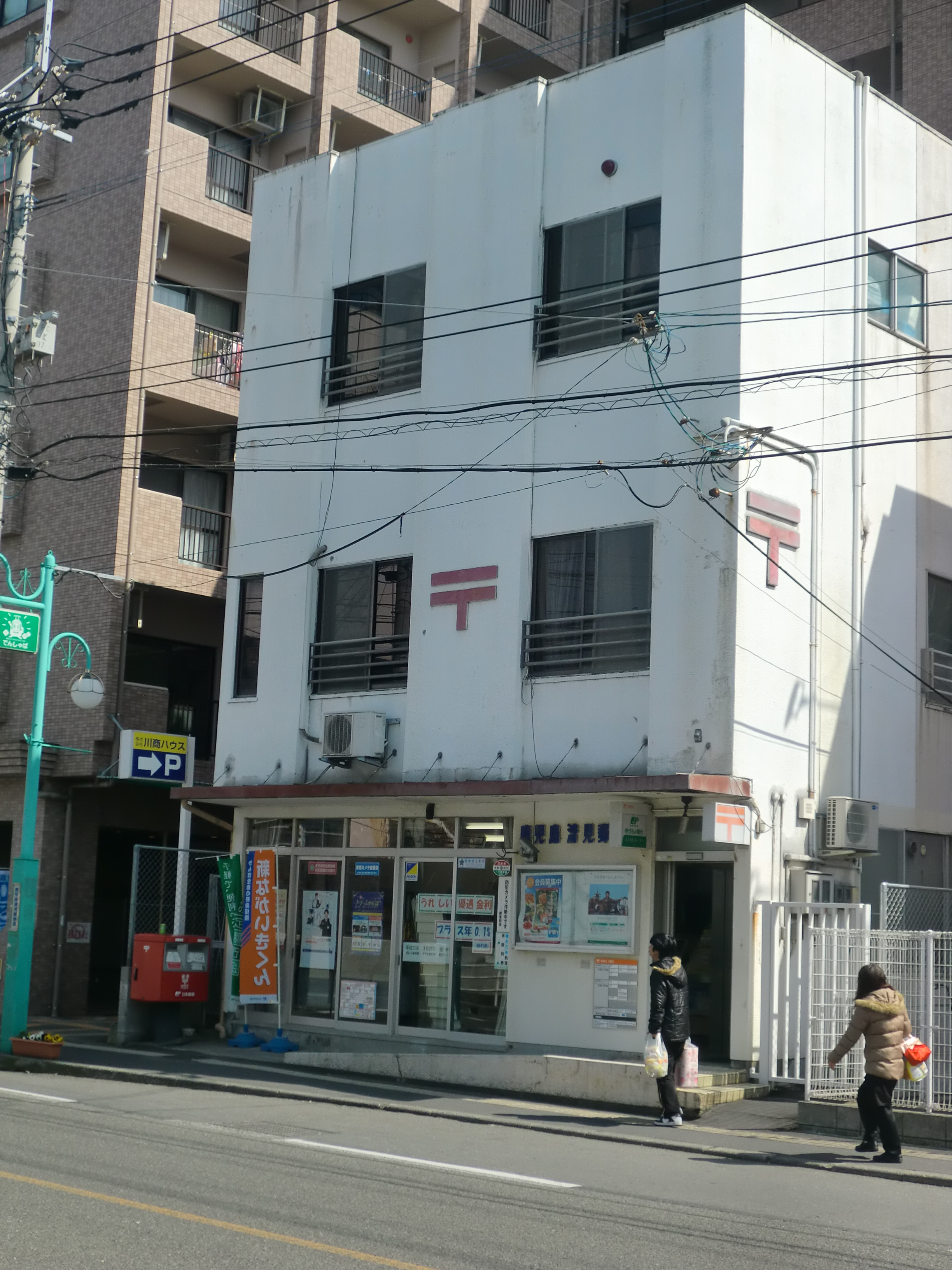
鹿児島清見郵便局

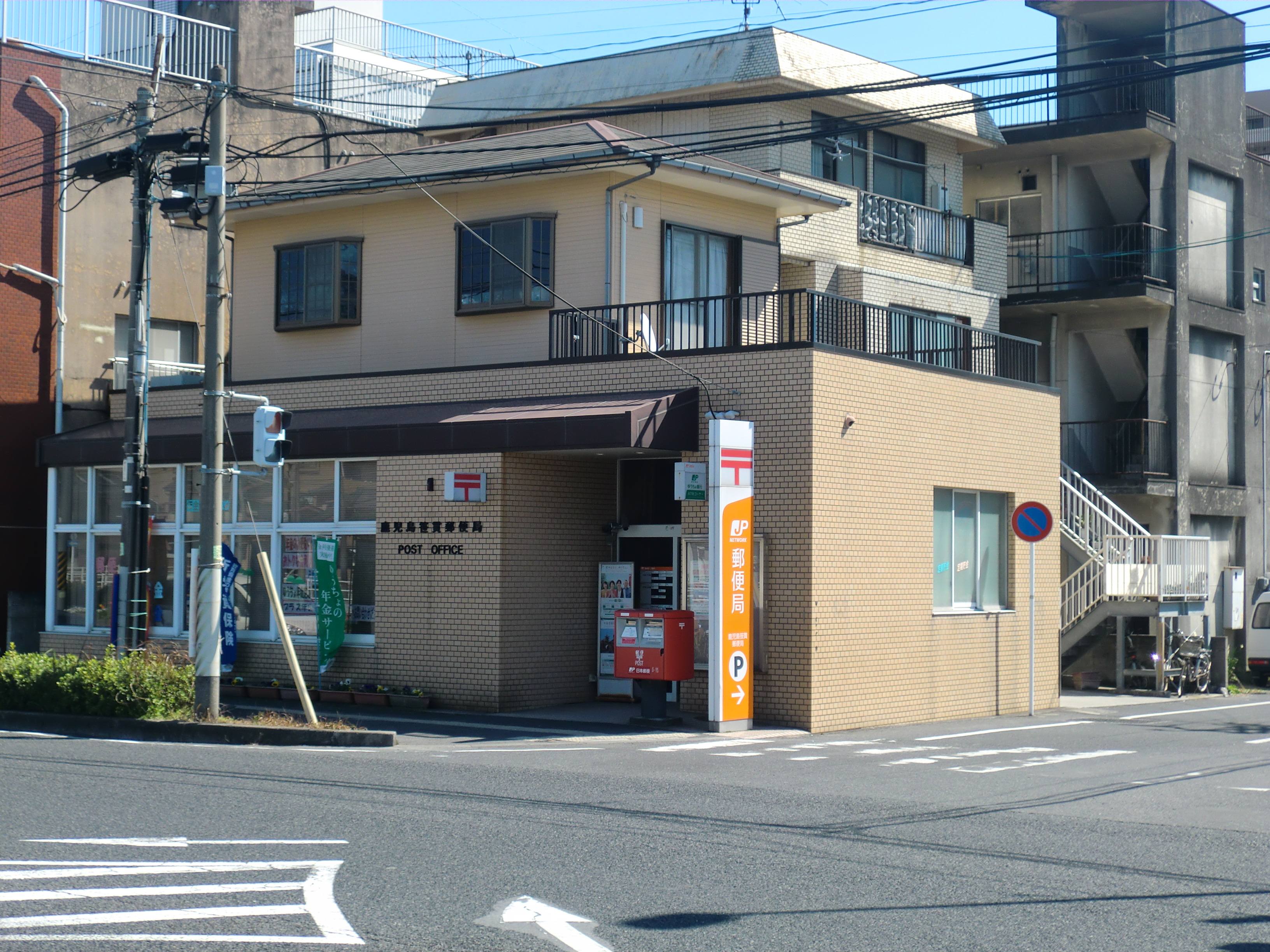
鹿児島笹貫郵便局

### 公共
- 谷山緑地公園
- 小松原公園
- 小松原市民館[21]

### 教育
- ラ・サール中学校・高等学校[22]
- こまつばら幼稚園[23]
- しらゆき保育園

### 郵便局
- 鹿児島清見郵便局[24]
- 鹿児島笹貫郵便局[25]

### 寺社
- 塩釜神社

### その他
- 原田学園スイミングスクール[26]

## 小・中学校の学区
市立小・中学校に通う場合、学区（校区）は以下の通りとなる。
| 町丁         | 番・番地      | 小学校                 | 中学校                 |
| ------------ | ------------- | ---------------------- | ---------------------- |
| 小松原一丁目 | 全域          | 鹿児島市立東谷山小学校 | 鹿児島市立東谷山中学校 |
| 小松原二丁目 | 1-10、13      | 鹿児島市立東谷山小学校 | 鹿児島市立東谷山中学校 |
| 小松原二丁目 | 11、12、14-43 | 鹿児島市立清和小学校   | 鹿児島市立東谷山中学校 |

## 交通

### 道路
一般国道
- 国道225号